# Lophornis delattrei
Lophornis delattrei là một loài chim trong họ Trochilidae.